# Джърмейн Стюарт
Уилиам Джърмейн Стюарт (на английски език – William Jermaine Stewart) е американски RnB изпълнител, познат най-вече с хитовете We Don't Have to Take Our Clothes Off, (издадена през 1986 г., достига до #2 в класациите на САЩ и Канада, достига до пето място в класацията на US Billboard Hot 100) и парчето Get Lucky (US R&B #69, UK #13).

## Музикална кариера
Роден е в Кълъмбъс, щата Охайо, в семейството на Етел и Юджийн Стюарт. През 1972 г. семейството му се премества в Чикаго, Илинойс, където Стюарт прави първите си крачки към музикална кариера. След известно време успява да се утвърди като танцьор в телевизионното шоу Soul Train. Докато работи там, се сприятелява с други двама танцьори – Джоди Уейтли и Джефри Даниел. След като шоуто Soul Train се премества в Лос Анджелис, тримата приятели отиват на прослушване, опитвайки се да станат членове на групата Shalamar, която е събрана от създателят на Soul Train Дон Корнелиъс и агента Дик Грифи. Уотли и Дениълс са избрани за групата, но Стюарт не е взет за вокал. Въпреки това той заминава на турне с новата група като танцьор, което и прави в продължение на няколко години, докато когато е в Лондон за участие с шоуто, той се среща с Мики Крейг от популярната група Culture Club. Крейг вижда талант в Стюарт като певец и го подпомага за запис на демо касета, като на Стюарт е дадена възможност да пее беквокал в парчето на Culture Club Miss Me Blind. В резултат на комбинацията от силен демо запис и връзките му с Culture Club, той се скоро подписва звукозаписен договор със звукозаписната компания Arista Records.
Успява да постигне частичен успех с песента The Word Is Out от албума със същото име, чийто съавтор е Крейг, като песента достига до номер 90 в класацията за US Billboard Top 200 Album и # 30 класацията за R & B US албуми. Следващия албум на Стюарт е издаден през 1986 година и е наречен Frantic Romantic, а в него е включено парчето We Don't Have to Take Our Clothes Off. Песента се изкачва в челните 10 във Великобритания, Канада, и Ирландия.

## Кончина
Стюарт умира от рак следствие от заболяване от СПИН на 17 март 1997 година, когато е само на 39 години.

## Дискография

### Албуми
- 1984: The Word Is Out (Billboard 200 #90, Top R&B/Hip-Hop Albums #30)
- 1986: Frantic Romantic (US Pop #34, US R&B #31, UK Albums Chart #49)
- 1988: Say It Again (US Pop #98, US R&B #45, UK Albums Chart #32)
- 1989: What Becomes a Legend Most
- 1992: Set Me Free (Jermaine Stewart album)|Set Me Free
- 2005: Attention: A Tribute to Jermaine Stewart
- 2011: Greatest Hits